# Parafia Matki Bożej Anielskiej w Obrzynowie
Parafia Matki Bożej Anielskiej w Obrzynowie – parafia rzymskokatolicka w diecezji elbląskiej. Erygowana ok. 1236 roku, reerygowana 15 grudnia 1917 roku przez biskupa warmińskiego Augustyna Bludau.
Na obszarze parafii leżą miejscowości: Obrzynowo, Jakubowo, Pachutki, Stankowo. Tereny te znajdują się w gminie Prabuty w powiecie kwidzyńskim w województwie pomorskim.